# شهرستان پاناگیوریشته
شهرستان پاناگیوریشته (به بلغاری: Panagyurishte Municipality) یک شهرستان در بلغارستان است که در استان پازارجیک واقع شده‌است. شهرستان پاناگیوریشته ۵۹۸٫۵ کیلومتر مربع مساحت دارد.